# Marcus Falk-Olander
Marcus Roland Falk-Olander, född 21 maj 1987, är en svensk före detta fotbollsspelare. 

## Karriär
Falk-Olander kom till Elfsborg från moderklubben Ödeshögs IK 2005 och gick vidare till Trelleborgs FF inför 2009 års allsvenska. Under 2010 var han utlånad till Norrby IF fram till den 5 juli 2010 då han skrev på ett halvårskontrakt med IFK Norrköping. Det kontraktet med IFK förlängdes med två år hösten 2010 inför återkomsten till Allsvenskan.
Falk-Olander var med i truppen under hela säsongen 2015, som kröntes med att IFK Norrköping kunder titulera sig svenska mästare.  I november 2016 förlängdes hans kontrakt med ett år.
I januari 2018 berättade Falk-Olander att han valt att inte gå vidare med sin fotbollskarriär utan skulle satsa på arbetet som personlig tränare och  kläddesigner.